# Rivera (Tessin)
Pour les articles homonymes, voir Rivera.
Rivera est une localité et une ancienne commune suisse du canton du Tessin, située dans la commune de Monteceneri.

Photo aérienne (1962).

## Tourisme
Rivera est le point de départ du télécabine du Monte Tamaro (sommet des Alpes lépontines culminant à 1 962 m d'altitude).